# Asociația Foștilor Deținuți Politici din România
Asociația Foștilor Deținuți Politici din România (prescurtat AFDPR) este asociația foștilor deținuți politic, a anticomuniștilor, deportaților, prizonierilor și urmașilor acestora. A fost înființată în 2 ianuarie 1990 și legalizată prin hotărârea judecătorească 7/PJ/13 ianuarie 1990 a Judecătoriei Sectorului 1 București. 
AFDPR este membră a Uniunii Internaționale a Foștilor Deținuți Politici și Victime ale Comunismului, INTER ASSO, cu sediul central în Berlin. Inițiatorul acestei uniuni și președintele ei până în 1998 a fost Constantin Ticu Dumitrescu.
În anul 1998, AFDPR mai avea 700 de membri.
Președintele actual al AFDPR este Octav Bjoza, începând din septembrie 2009.
Potrivit istoricului Adrian Cioflâncă, fostul președinte al AFDPR, Constantin Ticu Dumitrescu, a ferit organizația și propria persoană de manifestările pro-legionare și pro-antonesciene, inclusiv de cele comemorative. Astfel, foștii deținuți legionari ce erau membrii ai asociației s-au grupat, cu precădere, într-o altă organizație numită Federația Română a Foștilor Deținuți Politici Luptători Anticomuniști (FRFDPLA). Separarea simbolică menținută în timpul lui Ticu Dumitrescu era „o decizie strategică care a asigurat prestigiul AFDPR”. Cu toate acestea, noua conducere a asociației, reprezentată de Octav Bjoza, s-a manifestat prin acțiuni și declarații pro-legionare de-a lungul timpului.